# 埼玉県立大宮高等学校
埼玉県立大宮高等学校（さいたまけんりつ おおみやこうとうがっこう）は、埼玉県さいたま市大宮区天沼町二丁目に所在する公立高等学校。

## 概要
前身の成均学園高等女学校として1927年に創立された。通称は「大高」（おおこう）。
2003年より2学期制を導入し、2006年からは隔週で土曜授業を実施。2007年には長期休業（夏休み）の短縮・計画的設定により、5日間程度の授業を確保。それにより、合計で約30日（6週間）以上の授業日を確保している。
理数科は理数系科目を重視した専門性の高い授業内容で、医歯薬理工系大学進学を狙いとしたカリキュラムとなっている。国際交流としてはドイツ・コトブス姉妹校との交換留学制度などが設けられている。文部科学省によりSSH（スーパーサイエンスハイスクール）に指定されていた。

## 沿革
前身
- 1935年 - 私立片倉青年学校設置

女子部

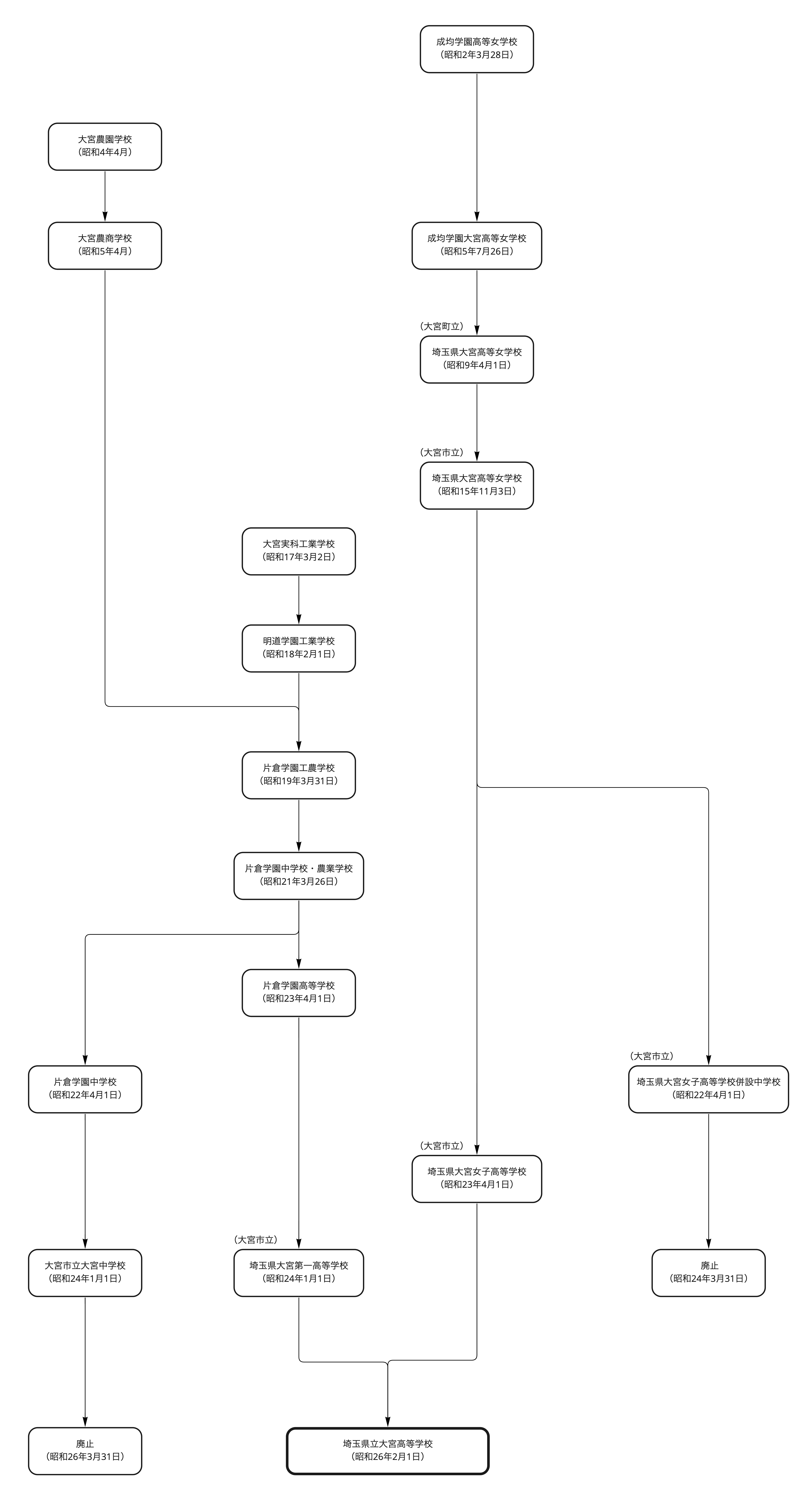
埼玉県立大宮高等学校に至る校名の変遷

- 1927年 - 財団法人成均学園高等女学校設立 
成均学園高等女学校の「成均」の名称には良妻賢母となる教養をすべて均しく成すという意味が込められている[4]。
- 1934年 - 大宮町に移管、埼玉県大宮高等女学校設置認可
- 1947年 - 埼玉県大宮高等女学校に併設中学校を設立
大宮女子高等学校は大宮市に移転の際、その敷地を桜木中学校に譲った。引っ越しは、生徒、職員、保護者が総動員して行われ、生徒たちが自分達で机、椅子などを約4キロの道のりを運んだ。片倉学園を折半して、正門を入った右側に大宮女子高等学校が、右側に大宮第一高等学校が入った。そして、2つの高校が同じ敷地内に同居することになった[5]。
- 1948年 - 埼玉県大宮女子高等学校に校名変更
- 不明 - 校歌制定（作詞：下山懋、作曲：下総皖一）

男子部
- 1929年 - 大宮農園学校設立
- 1942年 - 財団法人大宮実科工業学校設立
- 1943年 - 財団法人明道学園工業学校に校名変更
- 1944年
  - 財団法人片倉学園工農学校に校名変更（農業科設置認可）
  - 大宮農商学校廃止
- 1946年 - 中学校を併設し、財団法人片倉学園中学校農業学校に校名変更
- 1948年
  - 新制中学創立、片倉学園中学校に校名変更
  - 新制高等学校創立、片倉学園高等学校に校名変更（農業科廃止）
- 1949年 - 財団法人片倉学園が大宮市に移管され、大宮市立大宮中学校、埼玉県大宮第一高等学校に校名変更

統合後
- 1951年 - 埼玉県大宮女子高等学校と埼玉県大宮第一高等学校を統合し、埼玉県立大宮高等学校と校名変更。埼玉県に移管
- 1971年 - 校舎改築落成記念式典を挙行[7]
- 1982年 - 3学年に文系、理系にそれぞれ1クラスが初めて共学[8]
- 1991年 - 理数科を設置
埼玉県教育委員会は県の東西南北に一校ずつ理数科を設置する方針を立てた。それにより、1989年（平成元年）、南部には本校に依頼があった。それを受け本校は理数科設置先進校の視察を重ね、1991年（平成3年）に第一期生の入学となった[8]。
- 1997年 - 新生徒ホール「やまぼうし会館」竣工
- 2001年 - 65分授業の導入
- 2003年 - 2学期制の導入
- 2005年 - SSH（スーパーサイエンスハイスクール）指定
- 2006年 - 土曜授業（隔週）の導入。普通教室に冷房を設置
- 2008年 - 特別教室に冷房を設置
- 2010年 - 埼玉県教育委員会「進学指導重点推進校」に指定。完全共学化

## 基礎データ

### アクセス
- JRさいたま新都心駅 徒歩10分[9]
- 大宮駅 徒歩20分
- 東武バス「高校入口」停留所 徒歩2分

### 象徴
校章
校章は男子と女子でそれぞれ異なり、男子は大宮第一高校の新鮮な力強さを表した「アメリカヤマボウシ」、大宮女子高校の清き美しさを表した「なでしこ」を合わせたもの、女子は「アメリカヤマボウシ」の葉と実を表したものとなっている。また、女子の校章はブローチとなっており、当時の生徒は「アメリカ山帽子の白い花弁と女高生の衿元、いぶし銀のブローチは大高生の誇りとしてずしりと重かった」という肯定的な意見を持つ人もいれば、「本校女子生徒の校章は直径四センチの丸いブローチだが、この大きなブローチを胸につけていると非常に良く目立つ。別に悪い事をしていなくても人にジロジロ見られなんとなくいやな感じがする。（中略）だから校門の前へ来てからブローチをつけ、校外では外している人もいるが、この様な事をしなくてもすむように、校外でも堂々とつけられるような校章に改正してもらえないものだろうか。」という否定的な意見を持つ人もいた。
校章にデザインされているやまぼうしは実際に敷地内に植えられている。1943年（昭和18年）に、今井五介が米大統領フランクリン・ルーズベルトに桜を送った返礼として植えられたとされている（東京市長尾崎行雄が持ち帰ったという説もある）。
制服
男子部・女子部時代から継続。男子は金ボタン5個の黒詰襟学生服（標準学生服）、女子は紺のブレザー白ブラウス。2021年度より女子はスカートかスラックスを選択できるようになった。

## 教育組織
次の教育組織がある。
- 全日制の課程
  - 普通科
  - 理数科

- 高連研
高等学校連合研究会（高連研）の埼玉県本部事務局が設置されている。

## 学校行事
- オリエンテーションキャンプ(新型コロナウイルス流行の影響で、2022年度からは校内で行われている)（1年生）
- 遠足（2、3年生）
- 文化祭（大高祭）
- 体育祭
- 修学旅行
- 球技大会（前期期末考査後と後期期末考査後に実施）

### 事故・訴訟
2015年10月16日、第36回強歩大会（現在は行われていない）に参加中だった2年生女子生徒（当時17歳）がスタートから約1時間15分後の同日11時45分頃、ゴール手前の約1.6キロ地点で倒れ教員による心臓マッサージを受けて心肺停止の状態で病院に搬送。翌17日夜、搬送先の病院にて死亡する事故が起きた（死因は病死）。これを受けて埼玉県教育委員会は同月21日、全県立高校に向けて体育活動等での事故防止徹底を通達した。
2016年12月26日、生徒の父親ら遺族3人が「学校はAEDの使用が遅れるなど不適切だった」とし、県に対して計約7293万円の損害賠償を求める訴訟をさいたま地方裁判所に起こした。
2017年3月24日、原告が損害賠償を求めた訴訟の第１回口頭弁論が同地裁（針塚遵裁判長）で開かれ、県側は「教職員に過失はない」と請求棄却を求めた。
2018年12月14日、同地裁 （石垣陽介裁判長）にて、遺族が（死亡原因は）学校側の自動体外式徐細動器による救護が不適切だったためなどと県を相手取り損害賠償を求めた訴訟で同地裁は「学校が適切な救護体制を構築すべき義務を怠った」と学校の過失を認定、女子生徒の死因が不詳で死亡と過失の因果関係が認めらないとして、原告の請求を棄却。

## 部活動

### 運動部
野球部は甲子園に春夏合計で7回出場し、1957年夏にベスト4になったことがある。ボート部や棋道部が全国大会に出場している。
硬式テニス部は、1993年にダブルスでインターハイに出場している。
- 野球、陸上競技、卓球、サッカー、ラグビー、水泳、ボート、剣道、弓道、山岳、空手道、ダンス、ソフトテニス、硬式テニス、バレーボール、バスケットボール、ハンドボール、バドミントン

### 文化部
音楽部は、2010年から2012年まで3年連続関東大会出場。2013年には埼玉県代表として全国高校総合文化祭「長崎しおかぜ総文祭」に出場。2014年、第50回記念特別定期演奏会にてプロムジカ女声合唱団を招き、コンサートを開催。埼玉会館大ホールがほぼ満席の盛会のうちに終えることができました。同年本部初の関東大会金賞。2016年、本部初の全国大会出場（銀賞）。2021年、5年ぶりとなる関東大会出場。
吹奏楽部は、2011年に全国大会に初出場し、銀賞を受賞。また、2010年3月に行なわれた第33回全日本アンサンブルコンテストでは、木管4重奏が全国大会に出場し金賞を受賞している。
生物部は、2011年と2014年に国際学生科学技術フェア (ISEF) に出場している。また部員が2013年の第24回国際生物学オリンピック日本代表として出場している。
クイズ研究部は、2014年の第34回全国高等学校クイズ選手権（高校生クイズ）で埼玉県代表となり、全国大会に出場している。
文学部と漫画研究部は、漫文連合として連携した活動を行っている。
理科系の部活動や理数科の生徒が中心となり、第2、3、4回科学の甲子園全国大会に埼玉県代表として出場している。理科系部活動（化学研究部、物理部、生物部、天文部）、例えば化学研究部は第41回全国高等学校総合文化祭に出展しており、生物部は第54回日本学生科学展で内閣総理大臣賞を受賞している。
小倉百人一首競技かるた部は2014年、第36回全国高等学校小倉百人一首かるた選手権大会に出場したほか、全国高等学校総合文化祭に県代表を1名派遣している。2015年にも、全国高等学校総合文化祭に県代表を1名派遣している。
- 音楽、吹奏楽、箏曲、ギター、フォーク、美術、書道、茶道、華道、写真、棋道、文学、漫画研究、英語、物理、化学研究、生物、天文研究、家庭、演劇、 小倉百人一首かるた、クイズ研究

## その他
ロケ場所
2007年、Mr.Children結成15周年の5月10日発売のアルバム『B-SIDE』等に収録されている「ひびき」のPVにおいて撮影場所となった。
植樹祭
2008年4月26日、横浜国立大学名誉教授宮脇昭の発案により『植樹祭 〜大宮高校 命の森づくり〜』が実施された。宮脇は当日生徒の指導をし、53種・計3,294本の植樹がなされた。なお、当日日本テレビが取材を行い、後日、報道番組『NEWS ZERO』にてその様子が放送された。
クラス編成
沿革に由来する特色として男女別クラスがあった。男子だけのクラス（通称：男クラ）、女子だけのクラス（女クラ）、男女共学のクラス（共クラ）の3種類のクラスが1つの学年に混在していたのである。学年が上がる度に科目・進路選択等の利便性も考慮して共クラが増えることが多々あった。2010年度にこのクラス編成はほぼ廃止となり、2012年度からは、三学年全てのクラスにおいて全面的に共クラとなった。2021年現在一年次は芸術選択によって、二、三年次には文理によってクラスが分かれる。
大高体操
体育の授業や、体育祭等の準備運動として行われる。当初と現在では体操の一部の内容が変わっている。
授業アンケート
7月、12月の最後のテスト終了後に授業アンケートを実施している。これは教師の質を高めるため生徒が意見、要望などを書いて提出するものとなっており、2008年度より記名式となった。
校長協会々長校
2006年4月から当時の校長が1年間のみ会長を務めた。会長に就任するのは、浦和高等学校長が最多であり、次いで熊谷高等学校長であった。ほかに浦和第一女子高等学校（4年間）・川越高等学校（1年間）が会長校になった例もある。

## 著名な出身者
- 福永信彦 - 元衆議院議員（自由民主党）
- 新井康之 - 宮代町長
- 高橋輝 - 元プロ野球選手
- 蓜島久美 - 元プロ野球選手
- 高屋俊夫 - 元プロ野球選手
- 亀田信夫 - 元プロ野球選手
- 岸輝男 - 元プロ野球選手
- 榊親一 - 元プロ野球選手、元千葉ロッテマリーンズコーチ
- 金子勝美 - 元プロ野球選手
- 鈴木葉留彦 - 元プロ野球選手、埼玉西武ライオンズ球団本部長
- 吉田誠 - 元プロ野球選手
- 新井良夫 - 元プロ野球選手
- 島村雄二 元プロ野球選手
- 笹川博 - 元プロ野球選手、元横浜DeNAベイスターズ取締役
- 荻原浩 - 小説家
- 篠崎洋子 - 1964年東京オリンピック女子バレーボール代表
- 平松庚三 - ライブドアホールディングス（現LDH）元代表取締役社長
- 水波風南 - マンガ家
- 長谷川豪 - 建築家
- 井上泰一 - 角川書店元社長
- 佐藤達也 - J-オイルミルズ社長、日本食品・バイオ知的財産権センター会長
- 遠藤正寛 - 慶應義塾大学商学部教授[26]
- 塚原剛彦 - 東京工業大学教授
- 森田真奈美 - ジャズピアニスト
- 紗希 - シンガーソングライター、作詞家、作曲家、編曲家
- 小鹿番 - 俳優
- 木瀬哲弥 - 俳優
- 相田久雄 - 元テレビ宮崎アナウンサー
- 安蒜豊三 - 東海ラジオ放送アナウンサー